# Le Diable au corps (film)
Le Diable au corps is een Franse film van Claude Autant-Lara die uitgebracht werd in 1947.
Het scenario is gebaseerd op de gelijknamige roman (1923) van Raymond Radiguet. De film lokte enorm veel volk en was een van de meest succesvolle Franse films in Frankrijk in 1947.

## Verhaal
Tijdens de Eerste Wereldoorlog wordt een militair hospitaal ingericht op het terrein van de school waar de 17-jarige François middelbaar onderwijs volgt. Hij ontmoet er Marthe, een jonge vrouw, en wordt verliefd op haar. Net zoals haar moeder verpleegt Marthe er gewonde soldaten. Zij valt al gauw voor de charmes van de voortvarende François hoewel ze een verloofde heeft. Die verloofde heet Jacques en is als soldaat ingezet aan het front. Als François op een avond niet komt opdoemen op een afspraak beslist Marthe toch te trouwen met Jacques. 
François en Marthe zien elkaar pas geruime tijd later terug. Hun gevoelens blijken onveranderd en ze herbeginnen hun relatie waarin François niet alleen teder en passioneel is maar dikwijls ook opvliegend en jaloers reageert. François beseft ergens dat hun relatie eindig is.

## Rolverdeling
| Acteur           | Personage                                             |
| ---------------- | ----------------------------------------------------- |
| Gérard Philipe   | François Jaubert, een 17-jarige scholier              |
| Micheline Presle | Marthe Grangier, de jonge echtgenote van een militair |
| Denise Grey      | mevrouw Grangier, de moeder van Marthe                |
| Jean Debucourt   | Edouard Jaubert, de vader van François                |
| Germaine Ledoyen | mevrouw Jaubert, de moeder van François               |
| Pierre Palau     | mijnheer Marin, de huisbaas van Marthe                |
| Jeanne Pérez     | mevrouw Marin                                         |
| Michel François  | René, een schoolkameraad van François                 |
| Jean Lara        | de echtgenoot van Marthe                              |

## Trivia
Het Kortrijkse stadsbestuur probeerde de vertoning van de film verbieden "gezien de uitgebrachte kritieken het eens zijn om deze film, al is hij op technisch gebied van eerste rangwaarde, te bestempelen als grondig onzedelijk en van aard om door zijn gewaagde beelden en cynische dialoog, een verderfelijke invloed op de jeugd uit te oefenen" maar de verdeler haalde gelijk bij de pas opgerichte Raad van State (arrest van 9 mei 1949, nr. 44, nv Universal Film v. stad Kortrijk) Hetzelfde gebeurde later met een gelijkaardig verbod van Izegem (arrest van 27 november 1950, nr. 588, nv Universal Film v. stad Izegem).